# FIBA European Champions Cup 1963-1964
La Coppa dei Campioni 1963-1964 di pallacanestro venne vinta dagli spagnoli del Real Madrid, alla terza finale consecutiva della manifestazioni, sui cecoslovacchi dello Spartak Brno.

## Turno di qualificazione
| Team #1                   | Agg.      | Team #2               | Andata | Ritorno |
| ------------------------- | --------- | --------------------- | ------ | ------- |
| Handelsministerium Vienna | 133 - 184 | Spartak Brno          | 71-105 | 62-79   |
| AEK Atene                 | 141 - 154 | Galatasaray Istanbul  | 73-66  | 68-88   |
| SMB Losanna               | 119 - 161 | Chemie Halle          | 59-72  | 60-89   |
| Alvik Stoccolma           | 147 - 173 | Legia Varsavia        | 80-98  | 67-75   |
| Celtic Belfast            | 119 - 209 | Real Madrid           | 73-102 | 46-107  |
| Etzella Ettelbruck        | 114 - 145 | Paris Université Club | 57-73  | 57-72   |
| Akademik Sofia            | 141 - 149 | OKK Belgrado          | 61-68  | 80-81   |
| AS Casablanca             | 116 - 177 | Antwerpse             | 54-73  | 62-104  |

## Ottavi di finale
Le partite di andata furono disputate tra il 19 e il 21 dicembre 1963 (una partita aveva dovuto disputare il 24 dicembre, ma fu cancellata), di ritorno tra il 5 e il 23 gennaio 1964.
| Team #1               | Agg.      | Team #2               | Andata | Ritorno |
| --------------------- | --------- | --------------------- | ------ | ------- |
| Kisa-Toverit Helsinki | 139 - 129 | Chemie Halle          | 75-64  | 64-65   |
| Antwerpse             | 170 - 180 | Simmenthal Milano     | 84-90  | 86-90   |
| Galatasaray Istanbul  | 131 - 131 | Steaua Bucureşti      | 69-51  | 62-80   |
| Benfica Lisbona       |           | Legia Varsavia        |        |         |
| Alemannia Aquisgrana  | 112 - 208 | Real Madrid           | 69-93  | 43-115  |
| OKK Belgrado          | 105 - 63  | Paris Université Club | [ 3 ]  | 105-63  |
| Maccabi Tel Aviv      | 111 - 154 | Spartak Brno          | 60-58  | 51-96   |

## Quarti di finale
Le partite di andata furono disputate tra il 6 e il 12 febbraio, di ritorno tra il 19 e il 23 febbraio 1964.
| Team #1           | Agg.      | Team #2               | Andata | Ritorno |
| ----------------- | --------- | --------------------- | ------ | ------- |
| Steaua Bucureşti  | 169 - 196 | Spartak Brno          | 94-92  | 75-104  |
| Simmenthal Milano | 186 - 167 | Kisa-Toverit Helsinki | 99-70  | 87-97   |
| Legia Varsavia    | 176 - 194 | Real Madrid           | 90-102 | 86-92   |
| OKK Belgrado      | *         | CSKA Mosca            |        |         |

## Semifinali
Le partite di andata furono disputate l'11 e il 12 marzo, quelle di ritorno il 25 marzo e il 1º aprile 1964.
| Team #1           | Agg.      | Team #2      | Andata | Ritorno |
| ----------------- | --------- | ------------ | ------ | ------- |
| OKK Belgrado      | 178 - 179 | Spartak Brno | 103-94 | 75-85   |
| Simmenthal Milano | 160 - 178 | Real Madrid  | 82-77  | 78-101  |

## Finale
La partita di andata fu disputata il 27 aprile, di ritorno il 10 maggio 1964.
| Team #1      | Agg.      | Team #2     | Andata | Ritorno |
| ------------ | --------- | ----------- | ------ | ------- |
| Spartak Brno | 174 - 183 | Real Madrid | 110-99 | 64-84   |

| Coppa dei Campioni 1963-1964 |
| ---------------------------- |
| Real Madrid 1º titolo        |

## Formazione vincitrice
| N° | Naz.                   | Ruolo | Sportivo           |  | Alt. |  |
| -- | ---------------------- | ----- | ------------------ |  | ---- |  |
| 4  | Spagna (bandiera)      | P     | Ignacio San Martín |  |      |  |
| 5  | Spagna (bandiera)      | A     | José Ramón Durand  |  |      |  |
| 6  | Spagna (bandiera)      | P     | Julio Descartín    |  |      |  |
| 7  | Spagna (bandiera)      | G     | Lolo Sainz         |  |      |  |
| 9  | Spagna (bandiera)      | A     | Antonio Palmero    |  |      |  |
| 10 | Spagna (bandiera)      | AP    | Emiliano Rodríguez |  |      |  |
| 11 | Spagna (bandiera)      | P     | Carlos Sevillano   |  |      |  |
| 12 | Stati Uniti (bandiera) | C     | Bill Hanson        |  |      |  |
| 13 | Stati Uniti (bandiera) | C     | Clifford Luyk      |  |      |  |
| 14 | Stati Uniti (bandiera) | C     | Bob Burgess        |  |      |  |
| 15 | Spagna (bandiera)      | C     | Moncho Monsalve    |  |      |  |
|    | Spagna (bandiera)      | All.  | Joaquín Hernández  |  |      |  |